# كريج كيسويتر
كريج كيسويتر (بالإنجليزية: Craig Kieswetter)‏ (و. 1987  م) هو لاعب كريكت من جنوب إفريقيا، ولد في جوهانسبرغ.

## التعليم
تعلم في Diocesan College ‏
.